# Alice B. Russell
Alice Burton Russell (30 de junio de 1889 - 1 de enero de 1985) fue una actriz estadounidense y esposa del director Oscar Micheaux, apareció en seis películas dirigidas por su esposo.
Hija de la Sra. MJ Russell, nació en Maxton, Carolina del Norte y murió en New Rochelle, Nueva York. A menudo era acreditada como A. Burton Russell. produjo tres películas de su esposo y trabajó como integrante de un equipo misceláneo en dos películas.
Russell y Micheaux se casaron el 20 de marzo de 1926 en Montclair (Nueva Jersey).

## Filmografía
como Actriz:
- The Broken Violin (1927)
- Wages of Sin (1929)
- Easy Street (1930)
- Murder in Harlem (1935)
- God's Step Children (1938)
- The Betrayal (1948)

Como Productora:
- Darktown Revue (1931)
- Murder in Harlem (1935)
- Birthright (1939)

Como integrante del equipo misceláneo:
- Ten Minutes to Live (1932)
- Swing! (1938)